# Peperomia pseudoverruculosa
Peperomia pseudoverruculosa är en pepparväxtart som beskrevs av G.Mathieu. Peperomia pseudoverruculosa ingår i släktet peperomior, och familjen pepparväxter. Inga underarter finns listade i Catalogue of Life.